# 스위스 서약동맹
스위스 서약동맹(독일어: Schweizerische Eidgenossenschaft), 또는 구(舊)서약동맹(독일어: Alte Eidgenossenschaft, 프랑스어: Ancienne Confédération suisse) 구(舊)스위스 연방(영어: Old Swiss Confederacy)은 오늘날 스위스의 전신이 되는 국가이다. 14세기 동안 형성된 독립적인 소 국가들(칸톤)의 서약동맹으로, 일종의 느슨한 국가 연합이었다. 오늘날의 스위스 중부가 중심이었던 서약동맹은 14세기 중반에 취리히와 베른 등의 도시들로 확장하였다. 이는 지방과 도심의 희귀한 연합을 형성하였으며, 이들 모두 신성 로마 제국의 제국칙령의 혜택을 보았다.
서맹의 8개 칸톤(Acht Orte)들은 프랑스와 합스부르크에 의한 복잡한 정치적 배경에서의 힘을 만든 1470년대의 부르고뉴 전쟁에서 절정에 다다르며, 정치적과 군사적으로 한 세기 이상 성공을 거뒀다. 이는 1513년에 13개의 칸톤(Dreizehn Orte)이 증가하면서 더 많은 가맹국들을 늘리는 성공을 거뒀다. 서맹은 1515년과 1647년(30년 전쟁의 위협속에서)에 중립을 약속했지만, 많은 스위스인들은 이탈리아 전쟁과 근세 시대에 용병으로 활동했다.
1499년의 슈바벤 전쟁 후, 서맹은 1648년까지 명목상은 신성 로마 제국의 일부였음에도 근세 동안에 사실상의 독립 국가였다. 스위스 종교 개혁은 16세기에서 18세기에 내부 분열을 일으키게 하는 결과를 낳게한 가맹국들을 신교도와 가톨릭 세력들로 나뉘게 하였다. 결과적으로 스위스 연방 의회(타크자충)는 세력들 사이의 적대감으로 자주 마비됐다. 서약동맹은 1798년 프랑스 혁명군의 침공으로 무너졌으며, 그후 헬베티아 공화국이 세워졌다.

## 명칭

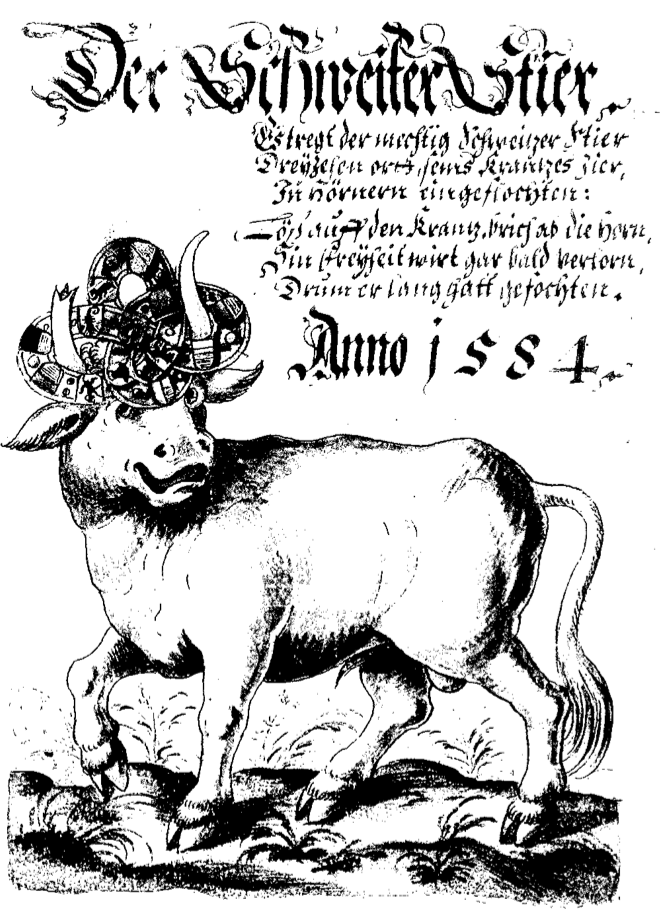
서약동맹의 13개 칸톤의 문장을 나타내는 화환으로 장식된 뿔을 지닌 "스위스 숫소" (Der Schweitzer Stier).

오래된 것을 뜻하는 형용사 구(舊)는 재건된 스위스 연방으로부터 나폴레옹 시대 이전과 구분하는 레트로님으로서 앙시앵 레짐과 함께 나폴레옹 시대 이후에 붙여졌다. 서약동맹은 칸톤들의 협약에 따라 Eidgenossenschaft 또는 Eydtgnoschafft("oath fellowship")으로 알려졌고, 이 용어는 1370년 파펜브리프에서 처음 사용되었다. 이 서맹의 영토는 공동적으로 슈바이츠(Schweiz) 또는 슈바이처란트(Schweizerland, 동시대의 철자로는 Schwytzerland)로, 16세기 중반부터는 영어로 Switzerland로 알려지게 됐다. 그 시기부터 서맹은 단일한 국가였던 것을 보이며, 각각의 도시 지역 칸톤들을 공화국(취리히, 베른, 바젤 공화국등)이라 칭하던 유행 이후에는 스위스 공화국 (Republic der Schweitzer, République des Suisses, 1576년 요지아스 지믈러에 의해서는 Republica Helvetiorum)으로도 알려졌다.

## 역사

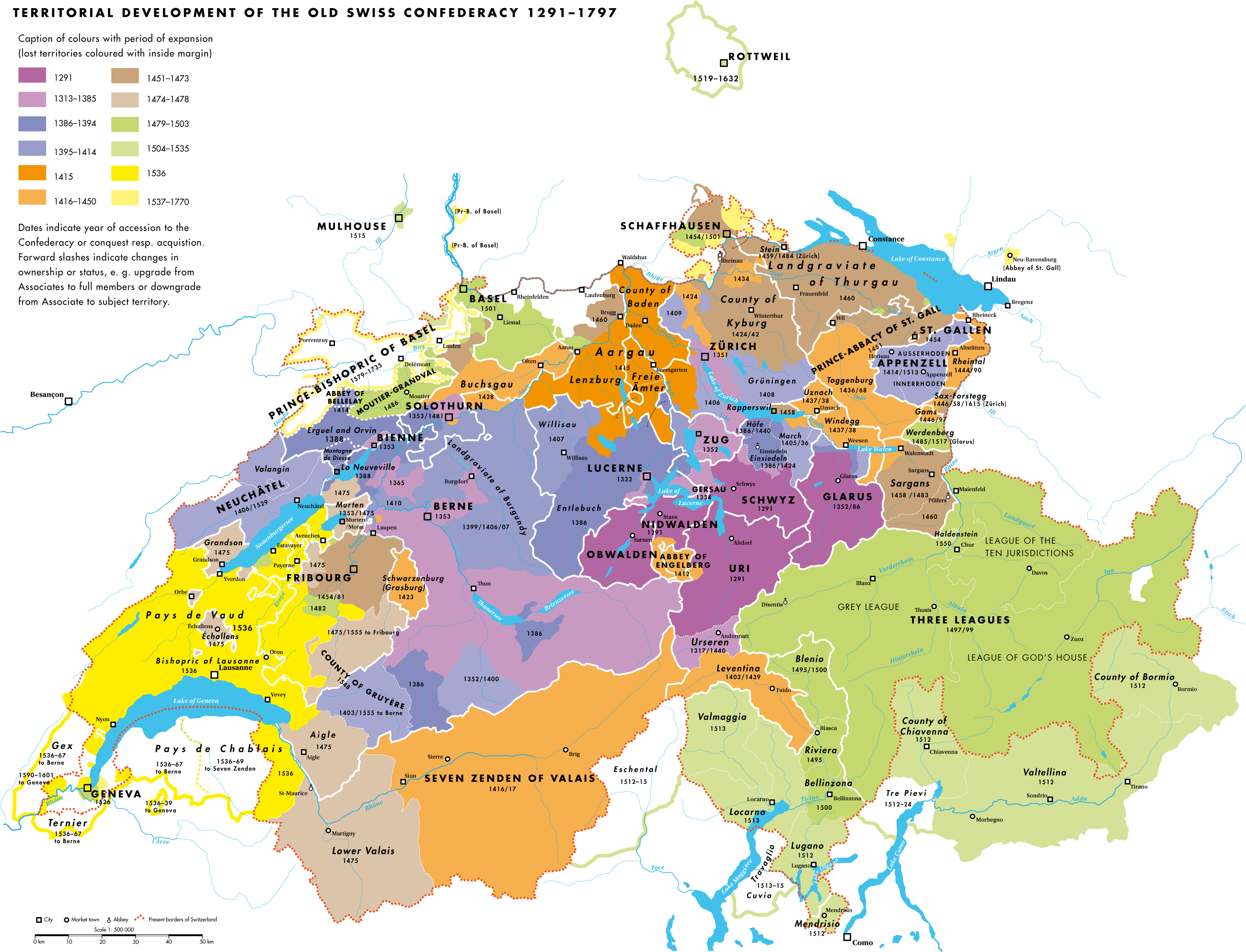
1291–1797년, 서약동맹의 영토 발전 과정.

### 결성
서약동맹의 핵심은 알프스 산맥 중심부 계곡 공동체 사이에서 동맹 관계를 맺어 공통의 관심사 (무역등)를 관리하고 산을 따라 있는 무역로에 대한 평화를 보장한 것이었다. 서약동맹의 결성은 뤼틀리 서약 (에기디우스 추디에 따르면 1307년) 또는 1315년의 브루넨 서약으로 표시됐다. 1889년 이래로 우리, 슈비츠, 운터발덴 등의 지방 공동체들의 1291년 스위스 서약동맹 헌장이 서약동맹의 설립 문서로 여겨지고 있다.

### 서맹의 성장
초기 서맹은 루체른, 취리히, 베른 등의 도시들의 합류로 증가되었다. 신성 로마 제국내에서 제국자유령 지위를 누린 이 지방과 도시 공동체들의 연합은 그 지역들을 다수 다스렸던 합스부르크 가의 공작들과 왕의 압박에 놓이게 됐다. 합스부르크 가의 군대와의 여러 차례 전투에서 스위스는 승리를 거뒀고, 그들은 글라루스와 추크를 정복하여 서맹의 회원국으로 만들었다.
1353년부터 1481년까지 8개 칸톤들의 서맹이 - 독일어로 Acht Orte (8 칸톤) - 형성되었다. 서맹 회원국들 (특히 도시들)은 사법권을 통하여 지역의 백작들 영지를 사들이며 영토를 늘렸으나, 때로는 강제로 이뤄지기도 했다. 서맹으로서는 군사 활동을 통해 확장을 벌였는데, 1415년에는 아르가우주를, 1460년에는 투르가우주를 정복했다.  이 두 가지 경우 모두, 스위스는 합스부르크 공작들의 약점에서 이익을 본 것이었다. 남쪽에서는 우리가 군사적 활동으로 영토 확장을 이끌며 1515년에 티치노 정복을 하였다. 이렇게 정복한 영토들 중 그 어느 곳도 서맹 회원국이 아니였기에 공동통치령 지위에 놓였다 (여러 칸톤들에 의해 관리되었다).
그 시기 8개 칸톤들은 추가된 동맹들을 통해서 인근 도시들과 지역에 그들의 영향력을 점차 키워나가고 있었다. 프리부르, 아펜첼, 샤프하우젠, 장크트갈렌 수도원과 장크트갈렌 시, 빌, 로트바일, 묄루즈와 그외 지역들이 서맹과 협정을 체결하였다. 이들 동맹들은 (Zugewandte Orte 라고도 알려진) 서맹과 밀접한 관련이 있게 됐지만, 정식 회원국으로 받아들여진 것은 아니였다.
부르고뉴 전쟁은 프리부르와 졸로투른이 서맹에 합류하며 서맹의 더욱 큰 확장을 유발하였다. 신성 로마 제국 황제 막시밀리안 1세에 대항한 슈바벤 전쟁에서 스위스는 승리를 거뒀고 신성 로마 제국법으로부터 벗어났다. 바젤과 샤프하우젠 도시 연합이 그 분쟁의 결과로서 서맹에 합류했고 아펜첼도 1513년 13번째 회원국로 합류했다. 13개의 칸톤 서맹 (Dreizehn Orte) 은 1798년 해체될 때까지 서약동맹을 구성했다.
서맹의 확장은 1515년 마리냐노 전투에서 스위스의 패배로 멈춰지게 됐다. 베른과 프리부르만이 1536년에 보를 정복할 수 있었고, 보는 베른 칸톤의 일부가 되었으며, 프리부르의 사법권하에 놓였다.

### 종교 개혁

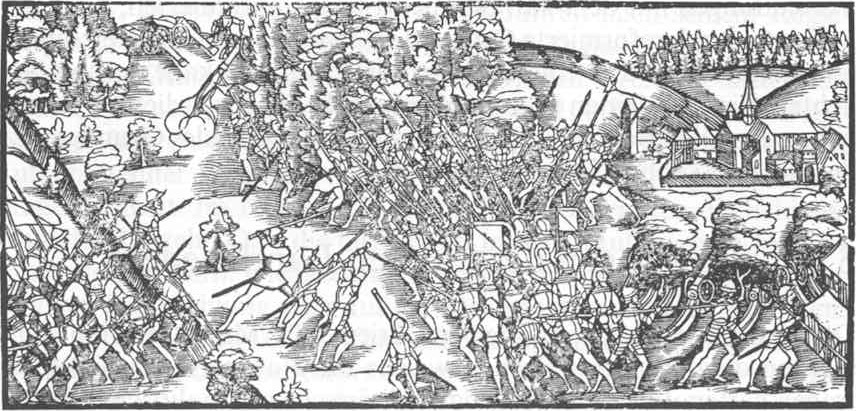
제2차 카펠 전쟁에서 패퇴하는 취리히의 군대.

스위스의 종교 개혁은 칸톤들 사이에 교리적 분열을 일으켰다. 취리히, 베른, 바젤, 샤프하우젠과 준회원국들인 비엘, 뮐루즈, 뇌샤텔, 제네바, 장크트갈렌 시는 개신교가 된 반면, 서맹의 다른 회원국들과 발레는 가톨릭에 남았다. 글라루스, 아펜첼, 그라우뷘덴과 그곳의 대부분은 콘도미니엄의 종교는 혼재되어 있었고; 아판첼은 1597년 아펜첼이너로덴은 가톨릭으로, 아펜첼아우서로덴은 개신교로 분리되었다.
종교 분열은 내전 (카펠 전쟁)을 일으키고 가톨릭과 개신교 세력들간에 의한 외부 세력의 힘으로 동맹들을 떨어트려놓았지만 서맹 자체는 존재했다. 하지만 교착 상태로 인해 공동의 대외 정책은 여전히 불가능했다. 30년 전쟁 기간에는 칸톤들 사이의 종교적 불합의는 서맹을 중립국으로 유지하게 했고 교전국으로부터 보호했다. 베스트팔렌 조약 체결 당시 스위스 대표단은 서맹이 신성 로마 제국의 독립 국가임을 공식적으로 인정받았다.

### 근세 시기
앙시앵 레짐 기간 도시 칸톤에서 사회적 차이 증대와 절대주의 성장은 민중 봉기로 이어졌다. 30년 전쟁 종전 후 몰려온 불경기로 인한 반란이 루체른, 베른, 바젤, 졸로투른, 아르가우 등지에서 1653년 스위스 농민 전쟁으로 확대되었다. 이 반란은 많은 칸톤들의 도움을 받아 강제로 진압하였다.
종교적 차이도 경제적 차이의 증대로 인해 두드러졌다. 대게 가톨릭을 믿는 지방 지역인 스위스 중심부에 위치한 칸톤들은 상업과 경제적으로 커져만 가는 개신교를 믿는 칸톤들에게 둘러싸여 있었다. 정치적으로 우세한 칸톤들은 취리히와 베른(둘 다 개신교 지역)이었고, 반면 가톨릭 지역 칸톤들은 1531년 제2차 카펠 전쟁 이래로 영향력을 상실하고 있었다. 1655년에 서맹을 재조직하려던 시도(취리히 주도로)는 가톨릭 지역들에 의해 막혔고, 이는 1656년 제1차 빌메르겐 전쟁으로 이어졌다. 가톨릭 진영이 승리를 거두며 현 상태가 유지됐다. 이 문제는 해결되지 않고 남아, 1712년 제2차 빌메르겐 전쟁으로 다시 분출되었다. 이때는 서맹을 주도하던 개신교 진영이 승리를 거뒀다. 하지만 진정한 개혁은 13개의 회원국들의 관심사가 너무나도 다양했기에 불가능했고, 전제주의적인 개별 칸톤 정부는 폭넓은 서맹 행정 체제에 모든 시도를 다해 맞섰다. 대외 정치 역시도 분열된 상태로 전락했다.

### 붕괴
중요한 알프스의 산악로 장악과 적대적이던 군주정에 맞서 완충제를 설치하기 위한 목적으로, 프랑스는 스위스 서맹을 침공했고, 바젤 주교령의 일부를 1793년 프랑스에 합병시켰다. 1797년 나폴레옹은 북부 이탈리아에 신설된 치살피나 공화국에 발텔리나를 합병시키고 바젤 주교령의 남은 남부 지역을 공격했다.
1798년 서맹은 프레데리크세자르 드 라 아르프가 이끄는 보의 공화당원의 요청으로 프랑스 혁명군의 침공을 받았다. 보는 베른의 지배하에 있었지만, 다른 언어와 문화를 지닌 정부 하에서 불편함을 겪고 있었다. 프랑스 혁명의 이념들이 보 지역의 수용적인 청중들에게 받아들여졌고, 보가 스스로 공화국임을 선언했을 때 프랑스는 이를 서맹을 침략할 구실로 여겼다.
침공은 꽤나 평화로웠고 (스위스인들이 무장을 하려는 정치적 부름에 반응하지 못하면서), 서맹의 붕괴는 외부 압박보다 내부 분쟁이 원인이었다. 베른만이 효과적으로 저항을 했지만, 그라우홀츠 전투에서 패배하며 항복하였다. 베른 칸톤은 오버란트 (툰이 주도)와 레만 (로잔이 주도)으로 분리됐다.
1798년 4월 12일에 "유일하고 분열되지 않은" 헬베티아 공화국 건국이 선포되었고, 칸톤들의 주권과 봉건권이 폐지시키고 칸톤을 행정 구역으로 축소되었다. 이 체제는 광범위한 반대로 인해 불안정했고, 슈테클리크리크의 결과로 헬베티아 공화국은 붕괴댔다. 서맹주의적 타협 해결책이 시도되었지만, 서맹주의자들과 공화주의자 사이의 갈등은 1848년 서맹 정부 수립때까지 계속됐다.

## 구조

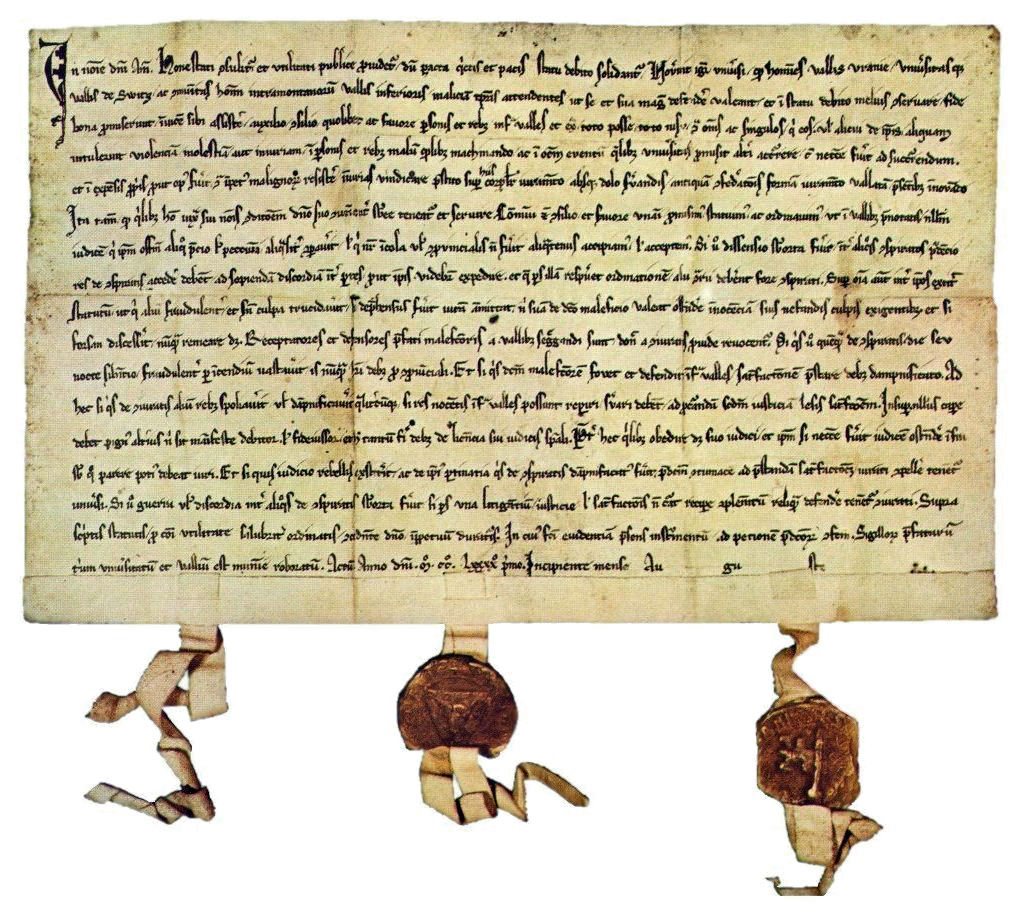
1291년 스위스 서맹 헌장

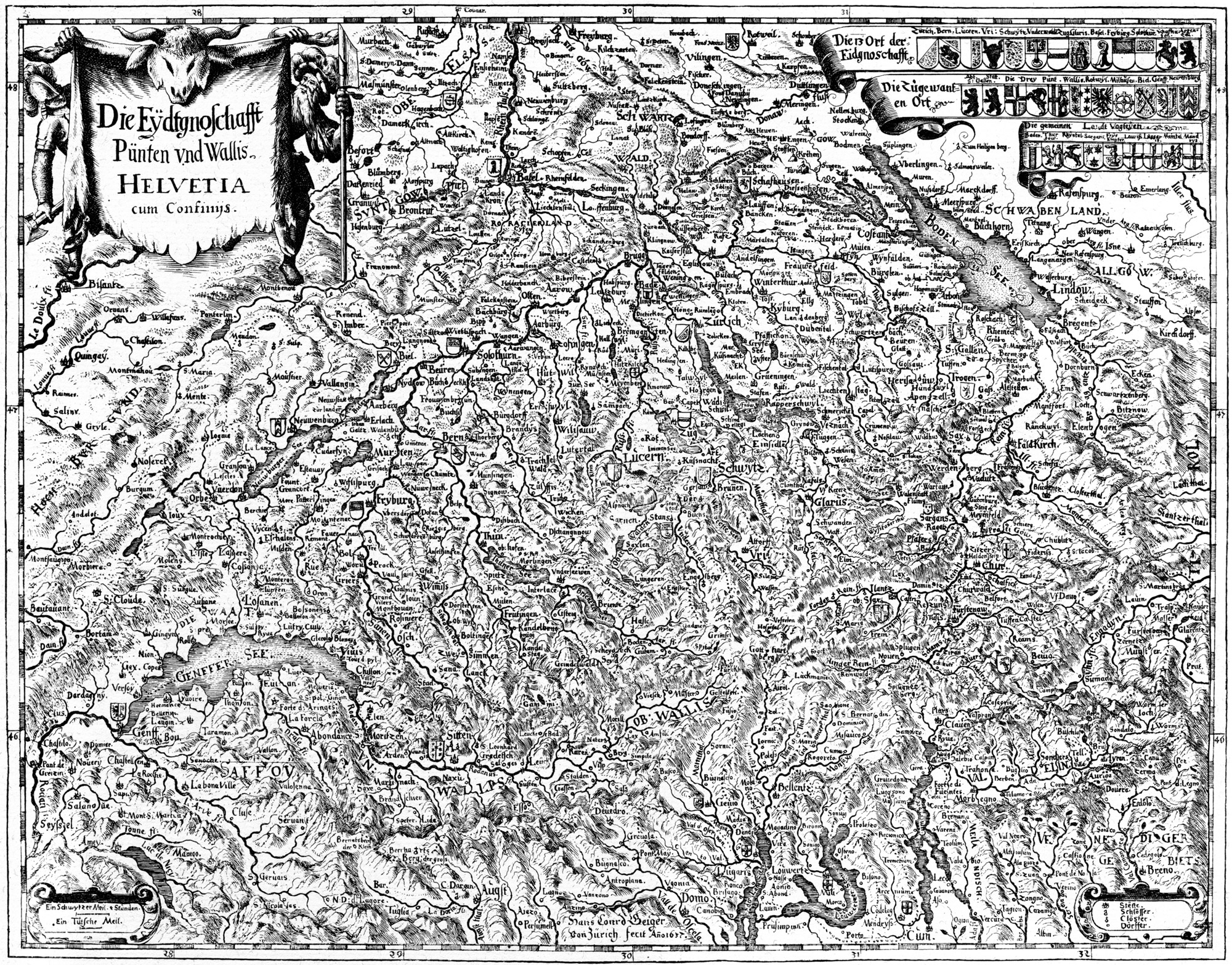
서약동맹의 1637년 지도.

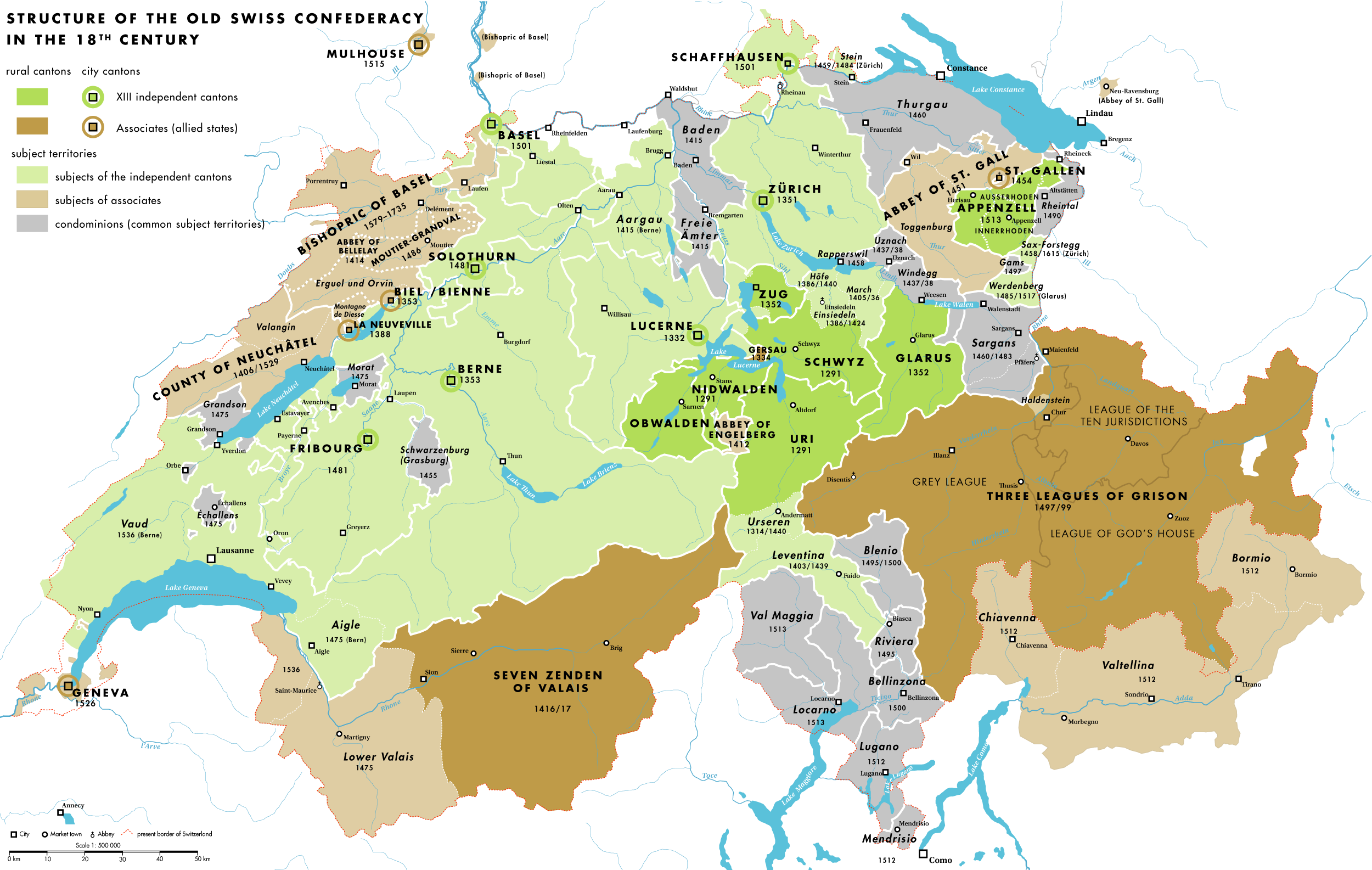
18세기 서약동맹.

서약동맹은 초창기에 단일 협약에 의해서가 아니라, 회원국 간의 협정과 양자 간 조약을 합쳐 연합했다. 회원국들은 일반적으로 평화를 유지하고 군사 노력을 지원하며 분쟁을 중재하기로 합의했다. 느리긴 하더라도 회원국들은 서맹을 하나의 단체로 보기 시작했다. 봉건 영토를 금지하고 서맹내에서 성직자들의 면책권을 부정하기로 합의한 1370년에 맺은 8개의 회원국 중 6개국 (베른과 글라루스는 참여하지 않았다) 이 참여한 파펜브리프에서 처음 칸톤들은 Eidgenossenschaft(서맹)이라는 단어를 처음으로 사용했다. 서맹의 8개 회원국들이 함께 체결한 첫 조약은 1386년 젬파흐, 1388년 네펠스에서 합스부르크 가로부터 승리를 거두고 맺은 1393년 젬파허브리프이었으며, 이 조약으로 회원국 중 하나가 일방적으로 다른 칸톤의 동의없이 전쟁을 시작하는 것을 금지했다. 타크자충이라 불리는 서맹 의회는 15세기부터 진행되기 시작했다.
초기 동맹의 협약과 개정 (또는 현대화)은 서맹을 강화시켰다. 칸톤들 각자의 이익은 토겐부르크 백작의 상속에 대한 취리히와 중부 스위스 카톤 들간의 영토 분쟁으로 야기된 구취리히 전쟁으로 충돌했다. 취리히가 합스부르크 가의 공작들과 동맹을 맺었음에도, 그후에 서맹에 재가입했다.  서맹은 정치적 동맹에 매우 가깝게 되어 더 이상 회원국의 분리주의적 성향을 용납하지 않았다.

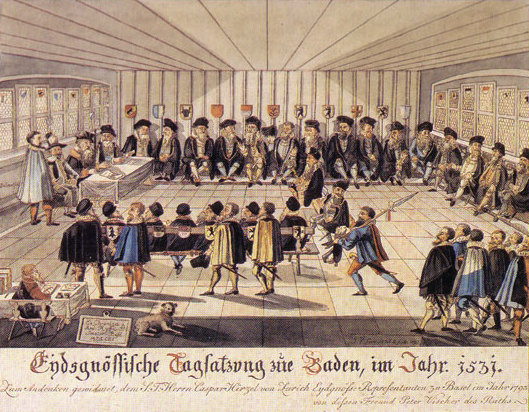
1531년 바덴에서 열린 타크자충 (1790년대 그림)

타크자충은 서맹 의회로, 보통 일 년에 몇 차례 회의를 가졌다. 각 칸톤들은 두 명의 대표 (투표권이 없는 준주 포함)를 위임했다. 모임을 가졌던 장소의 칸톤이 처음에는 의장직을 맡았지만, 16세기부터 취리히가 영구 의장(Vorort) 자리를 맡게 됐고 바덴이 회의 장소가 됐다. 타크자충은 대외 문제를 다루었으며, 회원국 간의 분쟁에서 최후의 수단이 되어, 반대하는 회원국들에 제재를 가했다. 콘도미니엄 역시도 관리하며, 행정관들이 2년마다 다른 칸톤에 파견되었다.
서약동맹으로서의 일관적인 조약은 1481년 스탄스 협정이었다. 지방과 도시 칸톤들 사이의 분쟁 및 부르고뉴 전쟁을 두고 배상금에 관한 의견 불일치는 작은 충돌로 이어졌다. 프리부르와 졸로투른은 서맹에 가입하고 싶어했지만, 중부 스위스의 지방 칸톤들은 이들을 불신했다. 스탄스 협정에서 타크자충이 이끌어낸 타협은 질서를 회복하고 지방 칸톤들의 불만을 해소하며, 프리부르와 졸로투른의 서맹 가입을 동의시켜냈다. 이 조약은 집회의 자유를 제한하는 한편(부르고뉴 전쟁 출신 군인들에 의한 비공식적인 확장으로 인해 소규모 분쟁이 발생했다), 이전의 젬파허브리프와 파펜브리프에서 칸톤들 간의 협정을 강화했다.
종교 개혁 기간 내전은 교착 상태로 끝이 났다. 가톨릭 칸톤들은 의회의 결정을 방해할 수 있었지만, 지리적 경제적 요인으로 인해 개신교 칸톤들보다 우위에 설 수는 없었다. 양측은 공동의 타크자충 (개신교 칸톤들이 제2차 빌메르겐 전쟁에서 승리를 하며 주도권을 잡은 1712년까지 양측 간의 의견 불일치로 공동 의회가 교착 상태에 빠졌음에도)에서 회의를 가질때까지 별도의 의회를 개최하기 시작했다. 가톨릭 칸톤들 아르가우, 투르가우, 라인 계곡에 있는 콘도미니엄을 관리하는 것으로부터 제외되었고, 베른은 이 지역들에 대한 공동 통치자가 되었다.

## 영역

### 칸톤

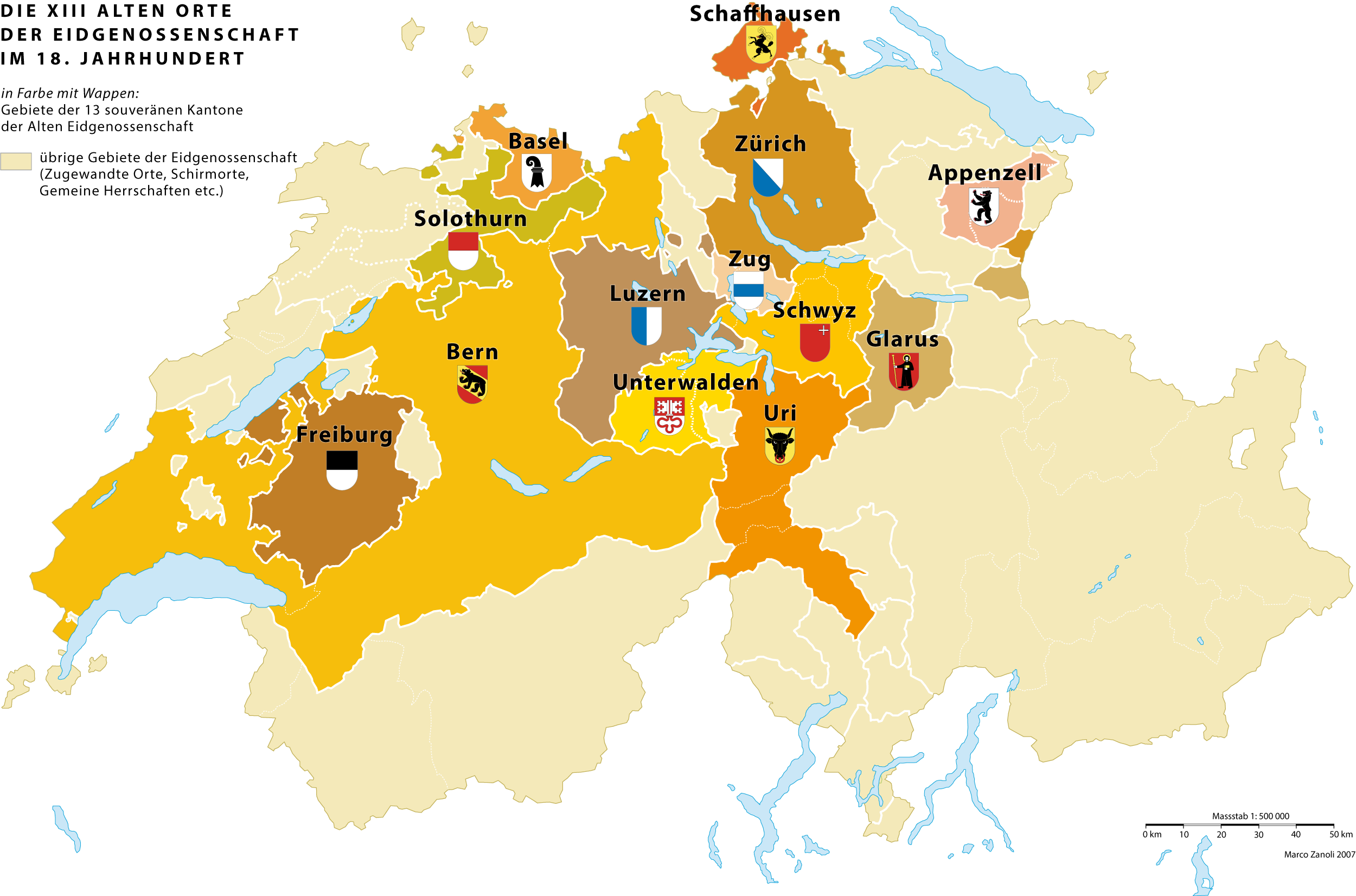
서약동맹의 13개 칸톤 (주).

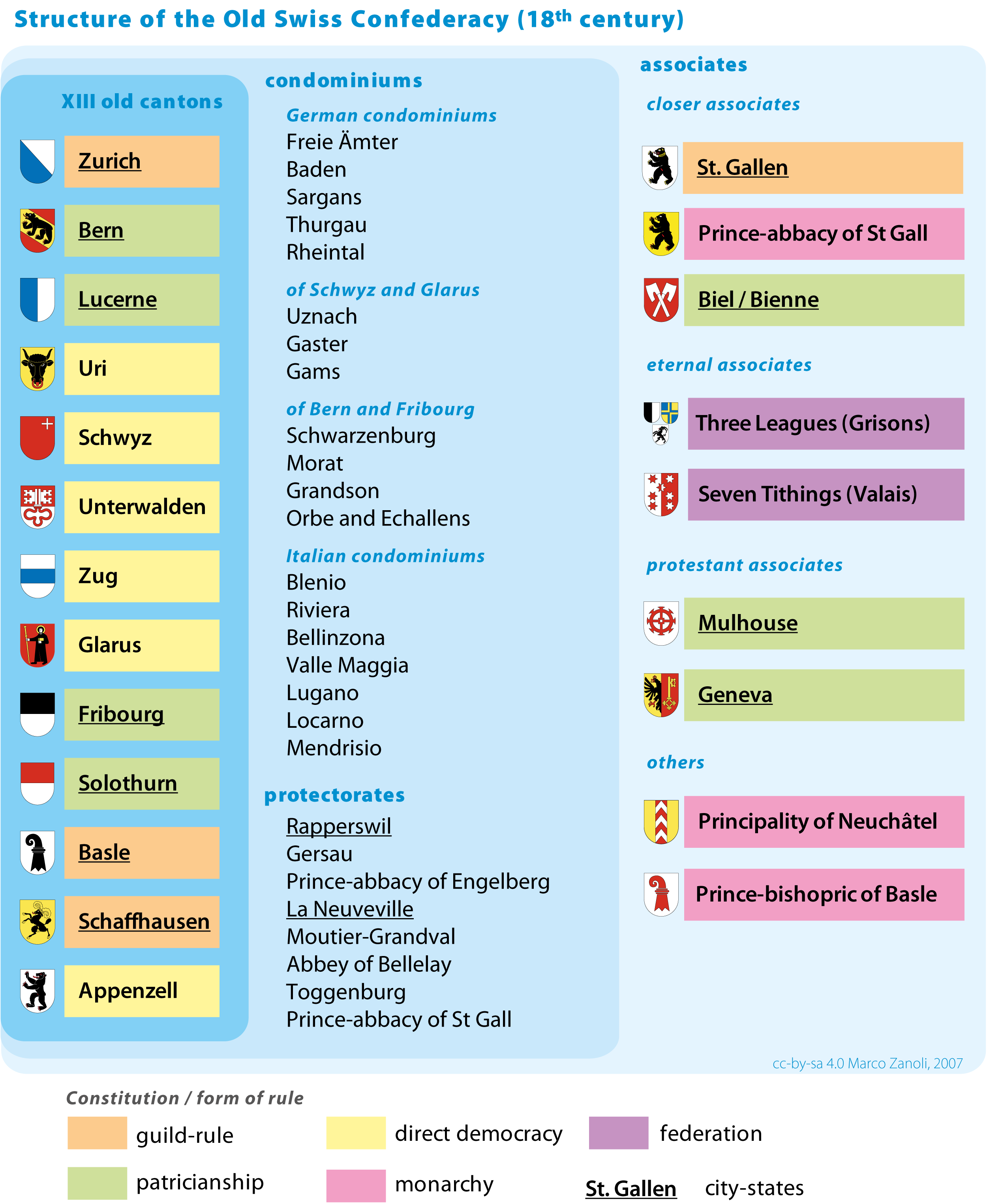
18세기 서맹의 구조.

서약동맹은 여러 단계에 거쳐 확장을 해왔다. 처음에는 8개 칸톤 (Acht Orte)으로 시작하여 1481년에는 10개, 1501년에는 12개, 마지막에는 13개(Dreizehn Orte)칸톤으로 확대되었다. 최초로 서약 동맹을 구성한 3개 칸톤은 아래와 같다.
- 우리 - 1291년 스위스 서맹 헌장에 이름을 올린 창설 칸톤
- 슈비츠 - 1291년 스위스 서맹 헌장에 이름을 올린 창설 칸톤
- 운터발덴 - 1291년 스위스 서맹 헌장에 이름을 올린 창설 칸톤

14세기 모르가르텐 전투와 라우펜 전투 이후 다음 다섯 칸톤이 가입함으로서 서약동맹은 8주 서약 동맹으로 확장되었다.
- 루체른 - 1332년, 도시 칸톤
- 취리히 - 1351년, 도시 칸톤
- 글라루스 - 1352년, 지방 칸톤
- 추크 - 1352년, 도시 칸톤
- 베른 - 1353년, 도시 칸톤 (준구성국으로서는 1323년 이래)

다음 두 주는 15세기 부르고뉴 전쟁 이후 가입하였다.
- 프리부르 - 1481년, 도시 칸톤 (준구성국으로서는 1454년 이래)
- 졸로투른 - 1481년, 도시 칸톤 (준구성국으로서는 1353년 이래)

슈바벤 전쟁 이후 16세기에 다음 3개 주가 추가 가입하여 최종적으로 13주 서약 동맹으로 확장되었다.
- 바젤 - 1501년 이후 도시 칸톤
- 샤프하우젠 - 1501년 이후로 도시 칸톤 (1454년 이래로 준주)
- 아펜첼 - 1513년 이후로 지방 칸톤 (1411년 이후로 준주)

### 준구성국

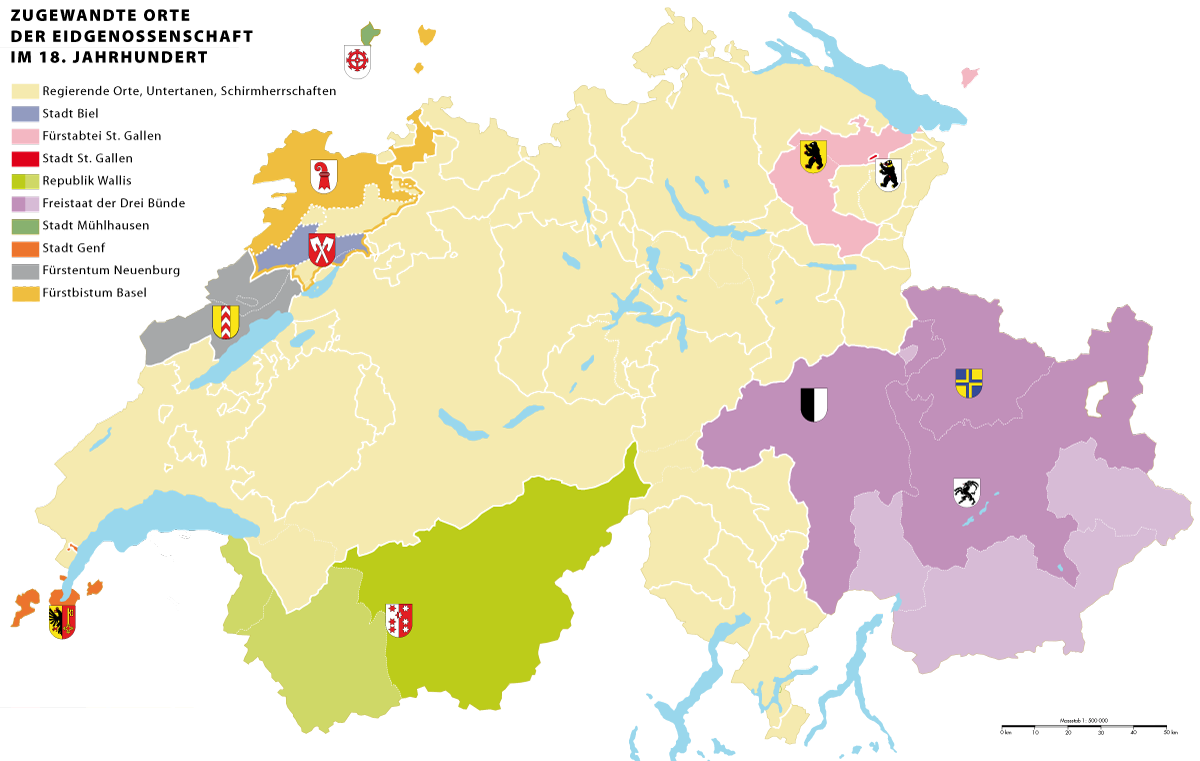
서약동맹의 "준구성국"(Zugewante Orte)

준구성국(Zugewandte Orte)은 서약동맹과 밀접한 동맹들이며, 서맹 소속 회원국 일부 또는 전부와 협약을 통해 연결되어 있었다.

#### 밀접한 준구성국
다음의 3개 준주들은 Engere Zugewandte으로도 알려져 있다:
- 빌 – 1344–82년 프리부르, 베른, 졸로투른과 협약을 맺었다. 명목상으로 비엘은 바젤 영주 주교령의 권한 아래 있었다.
- 장크트갈렌 제국 수도원령 – 1451년 슈비츠, 루체른, 취리히, 글라루스와 협약을 맺었으며, 1479년과 1490년 재차 협약하였다. 수도원후령은 동시에 서맹의 보호령으로도 간주되었다.
- 장크트갈렌 제국자유도시 – 1454년 슈비츠, 루체른, 취리히, 글라루스, 추그, 베른과 협약을 맺었다

#### 영구 준구성국
다음의 두 연맹체는 Ewige Mitverbündete로도 알려져있다:
- 지벤첸덴 공화국은 발레 지역의 독립 연맹으로, 우리와의 동맹을 통해 1416년 준주가 됐으며, 그 이후에는 1446년 베른과도 협약을 맺었다.
- 삼동맹 자유국은 그라우뷘덴 지역에 설립된 독립 연맹으로, 슈바벤 전쟁을 계기로 1497–98년 서약동맹과 함께하게 됐다. 3개국 동맹은 1602년 베른과 동맹을 맺었다.
  - 회색 동맹 (1400년에 글라루스와 동맹, 1407년에 우리와 동맹, 1419년에 옵발덴주와 협약을 맺음)은 1497년 옛 8개 칸톤 중 7개 (베른을 제외한) 와 동맹을 맺었다.
  - 예배당 동맹 (Gotteshausbund) 1년 뒤 회색 동맹의 뒤를 따랐다.
  - 10 자치체 동맹 - 3개국 동맹의 세 번째이며, 1590년 취리히와 글라루스와 동맹을 맺었다.

#### 개신교 준구성국
2개의 준주인 Evangelische Zugewandte가 존재한다:
- 뮐루즈 제국자유도시 – 1466년 여러 칸톤들과 협약을 맺었고; 서맹의 13개 회원국들 모두와의 협약으로 1515년 준주가 되어, 1797년 프랑스 혁명 전쟁때까지 준주로 남아 있었다.
- 제네바 제국자유도시 – 1536년 베른과 협약을 맺었고 1584년 취리히와 베른과 협약을 맺었다

#### 기타 준구성국
- 뇌샤텔 백작령 – 1406년 베른과 1526년 졸로투른과 협약을 맺었고, 1495년 프리부르와 1501년 루체른과 협약을 맺었다
- 우르서런의 제국 계곡 (신성 로마 제국) – 1317년 우리와 협약을 맺었고; 1410년 우리에 합병되었다.
- 베기스 – 1332년–1380년 우리, 슈비츠, 운터발텐, 루체른과 협약을 맺었고; 1480년 루체른에 합병됐다.
- 무르텐 – 1353년 베른과 협약을 맺었고; 1475년 서맹 공동 통치령이 되었다.
- 파예른 – 1353년 베른과 협약을 맺었고; 1536년 베른에 흡수됐다.
- 벨린초나 보게티령 – 1407년 우리와 우발텐과 협약을 맺었고; 1419–22년 서맹령 콘도미니엄이 되었다.
- 자르간스 백작령 - 1437년 글라루스와 슈비츠와 협약을 맺었고; 1483년 서맹 공동 통치령이 되었다.
- 작스포르슈테크 남작령 – 1458년 취리히와 협약을 맺었고; 1615년 취리히에 합병됐다.
- 슈타인암라인 - 1459년 취리히와 샤프하우젠과 협약을 맺었고; 1484년 취리히에 합병됐다.
- 그뤼예르 백작령 - 14세기 초 이후로 프리부르와 베른과 동맹을 맺었고; 1548년 서맹의 준주가 됐다. 1555년 그뤼예르 백작이 파산을 하게 되면서, 다음과 같이 나뉘게 됐다:[9]
  - 남부 그뤼예르 – 1475년 프리부르와 협약을 맺었다
  - 북부 그뤼예르 – 1403년 베른과 협약을 맺었고; 1555년 베른에 합병됐다:
    - 자넨 제국 계곡 (신성 로마 제국)
    - 샤토되 제국 계곡 (신성 로마 제국)
- 베르덴베르크 백작령 – 1493년 루체른과 협약을 맺었고; 1517년 글라루스에 합병됐다.
- 로트바일 제국자유도시 – 1519년–1632년 동안 13개 모든 회원국들간의 협약을 맺었으며; 첫 협약 (군사적 협력)은 1463년에 이뤄졌다. In 1632년에 협약은 루체른, 슈비츠, 운터발텐, 추크, 졸로투른, 프리부르와 개정됐다.
- 바젤 주교령 – 1579년–1735년 동안 루체른, 우리, 슈비츠, 운터발텐, 추크, 졸로투른, 프리부르와 협약을 맺었다.

### 공동 통치령
공동 통치령 (독일어: Gemeine Herrschaften) 은 여러 칸톤들의 행정 아래에 있는 지역들이다. 이 지역들은 해당 지역을 책임지는 칸톤들에서 파견한 행정관 (Vögte)들이 2년간 관리한다. 베른은 주 관심사인 서쪽 국경 지역의 관리 및 정복에 집중한 관계로 초기에는 스위스 동부 지역의 공동 통치령 관리에 참여하지 않았다. 1712년에 베른은 투르가우 주의 프리 암터 (자유 지구), 자르간스의 라인 계곡를 관리하던 가톨릭 칸톤들을 대신했고, 가톨릭 칸톤들은 바덴 백작령 관리에서 제외됐다.

#### 독일 지역
독일 지역 (Deutsche Gemeine Vogteien, Gemeine Herrschaften)은 1712년까지는 보통 8 칸톤 (베른을 제외한)들이 관리를 하였으나, 그후로는 베른도 주권 행사에 참여했다:
- 프리 암터 – 1415년에 정복되었고; 1712년에 다음과 같이 분리되었다:
  - 상 프리암트 - 8 칸톤이 관리
  - 하 프리암트 - 취리히, 베른, 글라루스가 관리
- 바덴 백작령 – 1415년에 정복되었고; 1712년 이후 취리히, 베른, 글라루스가 관리
- 자르간스 백작령 – 1460년–83년
- 투르가우 방백령 – 1460년
- 라인탈 포크트령 – 1490년 8 칸톤 (베른 제외)과 장크트갈렌 제국 수도원령이 함께 관리했다. 1500년에 아펜첼도 참여했고; 1712년에는 베른도 참가했다.

#### 이탈리아 지역
일부 지역 (Vogteien)들은 트란살피네 지역 (독일어: Ennetbergische Vogteien, 이탈리아어: Baliaggi Ultramontani)으로 알려졌다. 1440년, 우리는 비스콘티 가 (밀라노 공작)로부터 라벤티나 계곡를 정복했다. 이 지역들의 일부는 1403년과 1422년 사이 이미 흡수되기 시작했었다. 그 외 지역들은 1500년에 획득한 것이다.
현재 모두 티치노에 있는 다음의 세 지역들은 우리, 슈비츠, 니트발덴 칸톤의 숲속 공동 통치령이다:
- 블레니오 포크트령 – 1477–80년과 1495년 이후
- 리베라 포크트령 – 1403–22년과 1495년 이후
- 벨린초나 포크트령 – 1500년 이후

다음 4개의 티치노의 다른 지역은 1512년 이후 12 칸톤 (본래의 13개 칸톤에서 아펜첼이 빠졌다)들의 공동 통치령이다:
- 발마자 란트포크트령
- 루가노 란트포크트령
- 로카르노 란트포크트령
- 멘드리시오 란트포크트령

또다른 3 지역은 1512년 이후 12 칸톤들의 공동 통치령이었지만, 3년 뒤 서약동맹에서 상실했고 현재는 롬바르디아와 피에몬테의 코무네이다:
- 트라발리아
- 쿠비오
- 에셴탈

#### 2 칸톤 공동 통치령

##### 베른과 프리부르의 포크트령
- 그라스부르크-슈바르첸부르크 백작령 – 1423년 이후
- 무르텐 – 1475년 이후
- 그랑송 – 1475년 이후
- 오르브, 에샬렝 – 1475년 이후

##### 글라루스와 슈비츠의 포크트령
- 우츠나흐 백작령 – 1437년
- 빈데크-가스터 영주령 – 1438년
- 호엔작스-감스 영주령 – 1497년

##### 제3국과의 공동 통치령
- 테센베르크 영지 – 1388년 (베른과 바젤 주교령 사이)

### 보호령
- 벨레 수도원 – 1414년 이후 베른, 빌, 졸로투른의 보호령이며; 명목상으로는 바젤 주교령의 사법권 하에 있었다
- 아인지델른 수도원 – 1357년 이후 슈비츠의 보호령
- 앙젤베르 수도원 – 1425년 이후 루체른, 우리, 슈비츠, 운터발덴의 보호령
- 에르겔 – 1335년 이후 군 사법권하에서 빌/비엔의 보호령이며, 또한 바젤 주교령에도 종속되어 있었다.
- 장크트갈렌 제국 수도원 – 1451년 이후 슈비츠, 루체른, 취리히, 글라루스의 보호령이자 연방 준구성국
- 게르사우 공화국 - 독립된 촌락으로 1332년 이후 슈비츠와 동맹을 맺었으며, 루체른, 우리, 운터발덴도 이곳을 보호했다
- 무티에-그랑발 수도원 – 1486년 이후 베른의 보호령이 되었으며 1797년까지는 바젤 주교령의 속령으로 신성 로마 제국의 일부였다.
- 라뇌브빌 – 1388년 이후 베른의 보호령이 되었으며 동시에 바젤 주교령의 속령.
- 페퍼스 수도원 – 1446년 이후 8 칸톤 (베른 제외)의 보호령이 되었으며 1483년 자르간스 백작령에 합병되었다
- 라퍼스빌 – 1464년 이후 우리, 슈비츠, 운터발덴, 글라루스의 보호령이 되었고 1712년 이후에는 베른, 취리히, 글라루스의 보호령이 됐다
- 토겐부르크 백작령 – 1436년 이후 슈비츠, 글라루스의 보호령이 되었고 1718년 이후에는 취리히와 베른의 보호령이 됐다. 동시에 장크트갈렌 수도원령에도 속해 있었다.

### 분리 종속
일부 지역들은 다음의 칸톤이나 준구성국의 속령으로 통치되었다.

#### 우리
- 라벤티나 계곡 (1403년, 1439년)
- 우르세렌 계곡 (1440년)

#### 슈비츠
- 퀴스나흐트 (1402년)
- 아인지델른 수도원 (1397년–1424년)
- 마치 (1405년–36년)
- 회프 (1440년)

#### 글라루스
- 베르덴베르크 백작령 (1485년–1517년); 1485년에 루체른, 1517년에 글라루스에 합병됐다

#### 지벤첸덴 공화국
- 생모리스 (1475–77년)
- 몽테 (1536년)
- 넹다-에레멩스 (1475–77년)
- 포르발레-비온나
- 뢰첸탈 (15세기)

#### 삼동맹 자유국
- 보르미오 (1512년)
- 키아벤나 (1512년)
- 발텔리나 (1512년)
- 드라이플레벤 (1512–26년)
- 마이엔펠트 (뷘드너 헤르샤프트) (1509년–1790년); 10 관할권 동맹 회원국이기도 했다

## 참고 서적
- Aubert, J.-F.: Petite histoire constitutionnelle de la Suisse, 2nd ed.; Francke Editions, Bern, 1974. (프랑스어)
- Peyer, H. C.: Verfassungsgeschichte der alten Schweiz, Schulthess Polygraphischer Verlag, Zürich, 1978. ISBN 3-7255-1880-7. (독일어)